# 2014 SX403
2014 SX403 est un objet transneptunien détaché.